# Campeonato de Europa de Tenis de Mesa
El Campeonato de Europa de Tenis de Mesa es una competición organizada por la Unión Europea de Tenis de Mesa (ETTU), que comenzó a disputarse en 1958. Entre 1958 y 2002, el campeonato se celebró cada dos años en los años pares. Desde 2003 se celebró en años impares. Después, en 2008 el torneo comenzó a celebrarse anualmente.
Puede incluir siete competiciones: hombres y mujeres individuales, en dobles y por equipos, y además una competición mixta, pero no todos los años ha sido así. En 2008 y 2015 no se celebró la competición mixta, que entre 2009 y 2013 se celebró en un torneo separado. En 2012, 2016 y 2018 no se celebró la competición por equipos; por el contrario, en 2014, 2017 y 2019 sólo se desarrolló la competición por equipos.
El evento correspondiente al año 2020, originalmente iba a realizarse en septiembre de 2020, pero debido a la pandemia de COVID-19 fue pospuesto.

## Resultados (1958 - actualidad)
| Año             | Ciudad          | Equipo      | Equipo              | Individuales | Individuales      | Dobles                       | Dobles                     | Dobles                                 |
| --------------- | --------------- | ----------- | ------------------- | ------------ | ----------------- | ---------------------------- | -------------------------- | -------------------------------------- |
| Año             | Ciudad          | Hombres     | Mujeres             | Hombres      | Mujeres           | Hombres                      | Mujeres                    | Mixto                                  |
| 2024 (detalles) | Linz            |             |                     | A. Lebrun    | S. Polcanova      | A. Lebrun F. Lebrun          | H. Matelová B. Balážová    | Á. Robles M. Xiao                      |
| 2023 (detalles) | Malmö           | Suecia      | Alemania            |              |                   |                              |                            |                                        |
| 2022 (detalles) | Munich          |             |                     | D. Qiu       | S. Polcanova      | K. Karlsson M. Falck         | S. Polcanova B. Szocs      | E. Lebesson J. Yuan                    |
| 2021            | Cluj-Napoca     | Alemania    | Alemania            |              |                   |                              |                            |                                        |
| 2020 (detalles) | Varsovia        |             |                     | T. Boll      | P. Solja          | L. Katsman M. Grebnev        | P. Solja S. Xiaona         | D. Qiu N. Mittelham                    |
| 2019            | Nantes          | Alemania    | Rumania             |              |                   |                              |                            |                                        |
| 2018 (detalles) | Alicante        |             |                     | T. Boll      | Li Quian          | R. Gardos D. Habesohn        | N. Mittelham K. Lang       | R. Filus H. Ying                       |
| 2017            | Luxemburgo      | Alemania    | Rumania             |              |                   |                              |                            |                                        |
| 2016            | Budapest        |             |                     | E. Lebesson  | Melek Hu          | J. Groth P. Franziska        | K. Silbereisen S. Winter   | J. Monteiro D. Monteiro Dodean         |
| 2015            | Yekaterinburgo  | Austria     | Alemania            | D. Ovtcharov | E. Samara         | S. Fegerl J. Monteiro        | Melek Hu Y. Shen           |                                        |
| 2014            | Lisboa          | Portugal    | Alemania            |              |                   |                              |                            |                                        |
| 2013            | Schwechat       | Alemania    | Alemania            | D. Ovtcharov | Li Fen            | W. Zengyi T. Ruiwu           | P. Solja S. Winter         | Torneo separado                        |
| 2012            | Herning         |             |                     | T. Boll      | V. Pavlovich      | R. Gardos D. Habesohn        | D. Dodean E. Samara        | Torneo separado                        |
| 2011            | Gdańsk–Sopot    | Alemania    | Países Bajos        | T. Boll      | Li Jiao           | M. Freitas A. Gacina         | R. Paskauskiene O. Fadeeva | Torneo separado                        |
| 2010            | Ostrava         | Alemania    | Países Bajos        | T. Boll      | V. Pavlovich      | T. Boll C. Süß               | R. Paskauskiene O. Fadeeva | Torneo separado                        |
| 2009            | Stuttgart       | Alemania    | Países Bajos        | M. Maze      | J. Wu             | T. Boll C. Suss              | E. Samara D. Dodean        | Torneo separado                        |
| 2008            | San Petersburgo | Alemania    | Países Bajos        | T. Boll      | R. Paskauskiene   | T. Boll C. Suss              | K. Toth G. Pota            |                                        |
| 2007            | Belgrado        | Alemania    | Hungría             | T. Boll      | Li Jiao           | T. Boll C. Suss              | V. Pavlovich S. Ganina     | A. Karakasevic R. Paskauskiene         |
| 2005            | Aarhus          | Dinamarca   | Rumania             | V. Samsonov  | Liu Jia           | W. Schlager K. Jindrak       | T. Boros M. Steff          | A. Karakasevic R. Garkauskaite         |
| 2003            | Courmayeur      | Bielorrusia | Italia              | V. Samsonov  | O. Badescu        | Weixing Chen E. Chtchetinine | T. Boros M. Steff          | W. Schlager K. Toth                    |
| 2002            | Zagreb          | Suecia      | Rumania             | T. Boll      | Xia Lian Ni       | Z. Fejer-Konnerth T. Boll    | T. Boros M. Steff          | L. Blaszczyk Xia Lian Ni               |
| 2000            | Bremen          | Suecia      | Hungría             | P. Karlsson  | Q. Gotsch         | P. Chila J.P. Gatien         | C. Batorfi K. Toth         | A. Karakasevic R. Garkauskaite-Budiene |
| 1998            | Eindhoven       | Francia     | Alemania            | V. Samsonov  | Xia Lian Ni       | V. Samsonov J. Rosskopf      | N. Struse E. Schall        | I. Lupulescu O. Badescu                |
| 1996            | Bratislava      | Suecia      | Alemania            | J.O. Waldner | N. Struse         | J.O. Waldner J. Persson      | N. Struse E. Schall        | V. Samsonov K. Toth                    |
| 1994            | Birmingham      | Francia     | Rusia               | J.M. Saive   | M. Svensson       | K. Kreanga Z. Kalinic        | C. Batorfi K. Toth         | Z. Primorac C. Batorfi                 |
| 1992            | Stuttgart       | Suecia      | Rumania             | J. Rosskopf  | B. Vriesekoop     | J. Persson E. Lindh          | J. Fazlic G. Perkucin      | K. Kreanga O. Badescu                  |
| 1990            | Goteborg        | Suecia      | Hungría             | M. Appelgren | D. Guergueltcheva | I. Lupulesku Z. Primorac     | C. Batorfi G. Wirth        | J.P. Gatien Xiaomin Wang               |
| 1988            | París           | Suecia      | Unión Soviética     | M. Appelgren | F. Bulatova       | M. Appelgren J.O. Waldner    | C. Batorfi E. Urban        | I. Lupulesku J. Fazlic                 |
| 1986            | Praga           | Suecia      | Hungría             | J. Persson   | C. Batorfi        | E. Lindh J.O. Waldner        | F. Bulatova E. Kovtun      | J. Pansky M. Hrachova                  |
| 1984            | Moscú           | Francia     | Unión Soviética     | U. Bengtsson | V. Popova         | Z. Kalinic D. Surbek         | N. Antonian V. Popova      | J. Secretin V. Popova                  |
| 1982            | Budapest        | Hungría     | Hungría             | M. Appelgren | B. Vriesekoop     | Z. Kalinic D. Surbek         | F. Bulatova I. Kovalenko   | A. Grubba B. Vriesekoop                |
| 1980            | Berna           | Suecia      | Unión Soviética     | J. Hilton    | V. Popova         | J. Secretin P. Birocheau     | V. Popova S. Antonian      | M. Orlowski I. Uhlikova                |
| 1978            | Duisburgo       | Hungría     | Hungría             | G. Gergely   | J. Magos          | M. Orlowski G. Gergely       | M. Alexandru S. Mihut      | W. Lieck W. Hendriksen                 |
| 1976            | Praga           | Yugoslavia  | Unión Soviética     | J. Secretin  | J. Hammersley     | S. Bengtsson K. Johansson    | J. Hammersley L. Howard    | A. Stipancic E. Palatinus              |
| 1974            | Novi Sad        | Suecia      | Unión Soviética     | M. Orlowski  | J. Magos          | I. Jonyer T. Klampar         | J. Magos H. Lotaller       | S. Gomozkov Z. Rudnova                 |
| 1972            | Róterdam        | Suecia      | Hungría             | S. Bengtsson | Z. Rudnova        | I. Jonyer R.Rozsas           | J. Magos H. Lotaller       | S. Gomozkov Z. Rudnova                 |
| 1970            | Moscú           | Suecia      | Unión Soviética     | H. Alser     | Z. Rudnova        | D. Surbek A. Stipancic       | Z. Rudnova S.Grinberg      | S. Gomozkov Z. Rudnova                 |
| 1968            | Lyon            | Suecia      | Alemania Occidental | D. Surbek    | I. Vostova        | A. Stipancic E. Vecko        | M. Luzova J. Karlikova     | S. Gomozkov Z. Rudnova                 |
| 1966            | Londres         | Suecia      | Hungría             | K. Johansson | M. Alexandru      | H. Alser K. Johansson        | E. Koczian E. Jurik        | V. Miko M. Luzova                      |
| 1964            | Malmö           | Suecia      | Inglaterra          | K. Johansson | E. Földy          | J. Stanek V. Miko            | M. Shannon D. Rowe         | P. Rozsas S. Lukacs                    |
| 1962            | Berlín          | Yugoslavia  | Alemania Occidental | H. Alser     | A. Simon          | V. Markovic J. Teran         | M. Shannon D. Rowe         | H. Alser I. Harst                      |
| 1960            | Zagreb          | Hungría     | Hungría             | Z. Berczik   | E. Koczian        | Z. Berczik F. Sido           | A. Rozeanu M. Alexandru    | G. Cobirzan M. Alexandru               |
| 1958            | Budapest        | Hungría     | Inglaterra          | Z. Berczik   | E. Koczian        | L. Stipek L. Vyhnanovsky     | A. Rozeanu E. Zeller       | Z. Berczik G. Lantos                   |

## Campeonato de Europa en la modalidad de dobles mixtos (2009–2013)
| Año  | Ciudad   | Pareja                         |
| ---- | -------- | ------------------------------ |
| 2009 | Subotica | A. Karakasevic R. Paskauskiene |
| 2010 | Subotica | B. Vang S. He                  |
| 2011 | Estambul | M.A. Filimon E. Samara         |
| 2012 | Buzau    | M.A. Filimon E. Samara         |
| 2013 | Buzau    | A. Gavlas R. Strbikova         |